# Società Sportiva Campobasso 1988-1989
Questa pagina raccoglie le informazioni riguardanti la Società Sportiva Campobasso  nelle competizioni ufficiali della stagione 1988-1989.

## Stagione
Per la stagione 1988-1989 il Campobasso vende tutti i suoi giocatori che gli erano rimasti dalla serie B, con la sola esclusione di Migliaccio, per cercare di risanare le casse societarie. Viene costituita una squadra comunque abbastanza giovane che viene affidata a Rosario Rivellino. In Coppa Italia ha la grande sfida in casa con il Milan di Gullit e Sacchi (1-3), mentre in campionato staziona nelle parti basse della classifica. L'attacco è abulico e in trasferta non riesce mai a vincere. Rivellino viene esonerato e al suo posto viene messo il suo secondo, Adolfo Milite che conduce a Lupi a una buona parte centrale di stagione. 
Nel finale però è un'autentica montagna russa: alla 30ª giornata batte la Torres (che veleggia nella parte alta di classifica) in casa con un'autentica prodezza di Francesco Caruso con il suo unico timbro stagionale, la domenica successiva perde contro un Frosinone anche lui impelagata nella lotta salvezza, pareggia al 91º contro il Foggia secondo, non riesce ad andare oltre il pareggio contro la Vis Pesaro già retrocessa. L'ultima giornata, quando basterebbe un pari per salvarsi contro il Monopoli, che ha condotto una seconda parte di stagione importante, si fa incredibilmente rimontare, condannando i lupi allo spareggio.
L'11 giugno 1989, sul neutro di Catanzaro, i pugliesi vincono agevolmente, condannando il Campobasso alla seconda retrocessione in tre anni. Passeranno ben 32 anni prima che il Campobasso torni in terza serie, alla stagione 2021-2022.

## Rosa
| N. |                   | Ruolo | Calciatore          |
| -- | ----------------- | ----- | ------------------- |
|    | Italia (bandiera) | P     | Alberto Bellagamba  |
|    | Italia (bandiera) | P     | Vincenzo Nunziata   |
|    | Italia (bandiera) | D     | Fabio Igliozzi      |
|    | Italia (bandiera) | D     | Elio Migliaccio     |
|    | Italia (bandiera) | D     | Marco Moretti       |
|    | Italia (bandiera) | D     | Carmine Parlato     |
|    | Italia (bandiera) | D     | Michele Plescia     |
|    | Italia (bandiera) | D     | Massimiliano Rosa   |
|    | Italia (bandiera) | D     | Ugo Sarracino       |
|    | Italia (bandiera) | D     | Alessandro Serra    |
|    | Italia (bandiera) | D     | Luca Sommella       |
|    | Italia (bandiera) | C     | Antonio Bianchi     |
|    | Italia (bandiera) | C     | Francesco Cariola   |
|    | Italia (bandiera) | C     | Giancarlo Cavaliere |
|    | Italia (bandiera) | C     | Marco Cericola      |
|    | Italia (bandiera) | C     | Luigi Cerullo       |
|    | Italia (bandiera) | C     | Michele Colasanto   |
|    | Italia (bandiera) | C     | Lorenzo Donati      |
|    | Italia (bandiera) | C     | Fabio Fiocchi       |
|    | Italia (bandiera) | C     | Domenico Moro       |

| N. |                   | Ruolo | Calciatore            |
| -- | ----------------- | ----- | --------------------- |
|    | Italia (bandiera) | C     | Roberto Mucci         |
|    | Italia (bandiera) | C     | Marco Noviello        |
|    | Italia (bandiera) | C     | Massimo Scardovi      |
|    | Italia (bandiera) | C     | Claudio Scotti        |
|    | Italia (bandiera) | C     | Onelio Tavolieri      |
|    | Italia (bandiera) | A     | Battaglia             |
|    | Italia (bandiera) | A     | Francesco Caruso      |
|    | Italia (bandiera) | A     | Simone Fantozzi       |
|    | Italia (bandiera) | A     | Roberto Mandressi     |
|    | Italia (bandiera) | A     | Orazio Liberato Mitri |
|    | Italia (bandiera) | A     | Franco Paolazzi       |
|    | Italia (bandiera) | A     | Sandro Pellegrini     |
|    | Italia (bandiera) |       | Brunello              |
|    | Italia (bandiera) |       | Calcagni              |
|    | Italia (bandiera) |       | Gasparoni             |
|    | Italia (bandiera) |       | Serafini              |

## Calciomercato

### Sessione estiva
| Acquisti | Acquisti            | Acquisti       | Acquisti      |
| R.       | Nome                | da             | Modalità      |
| -------- | ------------------- | -------------- | ------------- |
| P        | Alberto Bellagamba  | Maceratese     | definitivo    |
| D        | Marco Moretti       | Teramo         | definitivo    |
| D        | Massimiliano Rosa   | Venezia-Mestre | definitivo    |
| D        | Alessandro Serra    | Rimini         | definitivo    |
| D        | Luca Sommella       | Foggia         | definitivo    |
| C        | Giancarlo Cavaliere | Moncalieri     | definitivo    |
| C        | Luigi Cerullo       | Pro Cisterna   | definitivo    |
| C        | Antonio Bianchi     | Livorno        | definitivo    |
| C        | Michele Colasanto   | Riccione       | definitivo    |
| C        | Domenico Moro       | Spezia         | definitivo    |
| C        | Roberto Mucci       | Sanremese      | definitivo    |
| C        | Massimo Scardovi    | Forlì          | definitivo    |
| C        | Claudio Scotti      | Siracusa       | definitivo    |
| A        | Francesco Caruso    | Monopoli       | fine prestito |
| A        | Simone Fantozzi     | Angizia Luco   | definitivo    |
| A        | Roberto Mandressi   | Catania        | definitivo    |

| Cessioni | Cessioni             | Cessioni         | Cessioni   |
| R.       | Nome                 | a                | Modalità   |
| -------- | -------------------- | ---------------- | ---------- |
| P        | Enrico Picca         | Viareggio        | definitivo |
| D        | Donato Anzivino      | Termoli          | definitivo |
| D        | Carmine Della Pietra | Salernitana      | definitivo |
| D        | Amelio Puce          | Brindisi         | definitivo |
| D        | Felice Angelo Tufano | Venezia-Mestre   | definitivo |
| C        | Ugo Armanetti        | Casarano         | definitivo |
| C        | Luca Evangelisti     | Ancona           | definitivo |
| C        | Mario Giua           | Vis Pesaro       | definitivo |
| C        | Mario Goretti        | Brindisi         | definitivo |
| C        | Marco Maestripieri   | Castel di Sangro | definitivo |
| A        | Gabriele Lanci       | Arezzo           | definitivo |
| A        | Giovanni Messina     |                  | svincolato |
| A        | Paolo Mollica        | Forlì            | definitivo |
| A        | Marco Romiti         | Salernitana      | definitivo |
|          | Baratto              |                  | svincolato |
|          | Brando               |                  | svincolato |
|          | Caruso II            |                  | svincolato |
|          | Fiatamone            |                  | svincolato |

### Sessione autunnale
| Acquisti | Acquisti          | Acquisti | Acquisti   |
| R.       | Nome              | da       | Modalità   |
| -------- | ----------------- | -------- | ---------- |
| C        | Francesco Cariola | Torres   | definitivo |
| A        | Sandro Pellegrini | Catania  | definitivo |

| Cessioni | Cessioni          | Cessioni       | Cessioni   |
| R.       | Nome              | a              | Modalità   |
| -------- | ----------------- | -------------- | ---------- |
| D        | Carmine Parlato   | Latina         | definitivo |
| C        | Luigi Cerullo     | Afragolese     | definitivo |
| C        | Michele Colasanto | Fidelis Andria | definitivo |
| C        | Massimo Scardovi  | San Marino     | definitivo |

## Risultati

### Spareggio

#### Spareggio salvezza
| Arbitro: | Merlino (Torre del Greco) |

|           |           |                                                             |
| Mitri 79’ | Marcatori | 32’ Sgarbossa 61’ (aut.) Migliaccio 66’ Sopranzi 88’ Meluso |

### Coppa Italia

#### Fase a gironi
| Arbitro: | Sanguineti (Chiavari) |

|                                             |           |           |
| Sarracino 51’ (aut.) Schillaci 60’ Doni 65’ | Marcatori | 10’ Mitri |

| Arbitro: | Satariano (Palermo) |

|  |           |            |
|  | Marcatori | 41’ Zanone |

| Arbitro: | Bailo (Novi Ligure) |

|                          |           |  |
| Di Canio 69’ Dezotti 78’ | Marcatori |  |

| Arbitro: | Baldas (Trieste) |

|          |           |                             |
| Moro 71’ | Marcatori | 26’ Mannari 48’, 56’ Gullit |

| Arbitro: | Boemo (Cervignano del Friuli) |

|                                         |           |                   |
| Mitri 15’ (rig.) Moro 89’ Tavolieri 90’ | Marcatori | 64’ (aut.) Caruso |

### Coppa Italia Serie C

#### Sedicesimi di finale
| Squadra 1 | Totale | Squadra 2  | Andata | Ritorno |
| --------- | ------ | ---------- | ------ | ------- |
| Foggia    | 5 - 3  | Campobasso | 4 - 1  | 1 - 2   |

| Arbitro: | Arena (Ercolano) |

|                                          |           |           |
| Casale 11’ Coppola 14’, 74’ Esposito 16’ | Marcatori | 83’ Mitri |

| Arbitro: | Rivola (Roma) |

|                        |           |              |
| Fantozzi 23’ Mitri 84’ | Marcatori | 56’ Esposito |

## Statistiche

### Statistiche di squadra
| Competizione         | Punti | In casa | In casa | In casa | In casa | In casa | In casa | In trasferta | In trasferta | In trasferta | In trasferta | In trasferta | In trasferta | Totale | Totale | Totale | Totale | Totale | Totale | DR  |
| Competizione         | Punti | G       | V       | N       | P       | Gf      | Gs      | G            | V            | N            | P            | Gf           | Gs           | G      | V      | N      | P      | Gf     | Gs     | DR  |
| -------------------- | ----- | ------- | ------- | ------- | ------- | ------- | ------- | ------------ | ------------ | ------------ | ------------ | ------------ | ------------ | ------ | ------ | ------ | ------ | ------ | ------ | --- |
| Serie C1             | 31    | 17      | 8       | 7       | 2       | 17      | 7       | 17           | 0            | 8            | 9            | 2            | 17           | 34     | 8      | 15     | 11     | 19     | 24     | -5  |
| Spareggio            | -     | 0       | 0       | 0       | 0       | 0       | 0       | 0            | 0            | 0            | 0            | 0            | 0            | 1      | 0      | 0      | 1      | 1      | 4      | -3  |
| Coppa Italia         | 2     | 3       | 1       | 0       | 2       | 4       | 5       | 2            | 0            | 0            | 2            | 1            | 5            | 5      | 1      | 0      | 4      | 5      | 10     | -5  |
| Coppa Italia Serie C | -     | 1       | 1       | 0       | 0       | 2       | 1       | 1            | 0            | 0            | 1            | 1            | 4            | 2      | 1      | 0      | 1      | 3      | 5      | -2  |
| Totale               | -     | 21      | 10      | 7       | 4       | 23      | 13      | 20           | 0            | 8            | 12           | 4            | 26           | 42     | 10     | 15     | 17     | 28     | 43     | -15 |

### Andamento in campionato
| Giornata  | 1 | 2 | 3 | 4  | 5 | 6 | 7 | 8 | 9 | 10 | 11 | 12 | 13 | 14 | 15 | 16 | 17 | 18 | 19 | 20 | 21 | 22 | 23 | 24 | 25 | 26 | 27 | 28 | 29 | 30 | 31 | 32 | 33 | 34 |
| --------- | - | - | - | -- | - | - | - | - | - | -- | -- | -- | -- | -- | -- | -- | -- | -- | -- | -- | -- | -- | -- | -- | -- | -- | -- | -- | -- | -- | -- | -- | -- | -- |
| Luogo     | T | C | C | N  | C | T | C | T | C | T  | T  | C  | T  | C  | T  | C  | T  | C  | T  | T  | C  | T  | C  | T  | C  | T  | C  | C  | T  | C  | T  | C  | T  | C  |
| Risultato | N | N | N | P  | V | N | V | P | N | P  | P  | P  | N  | V  | P  | N  | N  | V  | N  | N  | N  | P  | V  | P  | V  | P  | N  | V  | N  | V  | P  | N  | N  | P  |
| Posizione | 7 | 8 | 9 | 13 | 8 | 9 | 5 | 7 | 8 | 11 | 12 | 15 | 14 | 13 | 15 | 15 | 16 | 13 | 12 | 12 | 12 | 12 | 10 | 12 | 10 | 12 | 12 | 11 | 10 | 9  | 13 | 12 | 11 | 15 |

Fonte: 
Legenda:

Luogo: N = Campo neutro; C = Casa; T = Trasferta. Risultato: V = Vittoria; N = Pareggio; S = Sconfitta.
- = Turno di riposo.

### Statistiche dei giocatori
| Giocatore     | Serie C1 | Serie C1 | Coppa Italia | Coppa Italia | Coppa Italia Serie C | Coppa Italia Serie C | Totale   | Totale |
| Giocatore     | Presenze | Reti     | Presenze     | Reti         | Presenze             | Reti                 | Presenze | Reti   |
| ------------- | -------- | -------- | ------------ | ------------ | -------------------- | -------------------- | -------- | ------ |
| Battaglia     | 0        | 0        | 1            | 0            | 0                    | 0                    | 1        | 0      |
| A. Bellagamba | 0        | -0       | 1            | -1           | 2                    | -5                   | 3        | -6     |
| A. Bianchi    | 11       | 0        | 4            | 0            | 2                    | 0                    | 17       | 0      |
| Brunello      | 0        | 0        | 0            | 0            | 1                    | 0                    | 1        | 0      |
| Calcagni      | 0        | 0        | 0            | 0            | 1                    | 0                    | 1        | 0      |
| F. Cariola    | 22+1     | 0        | -            | -            | 1                    | 0                    | 24       | 0      |
| F. Caruso     | 28+1     | 1        | 5            | 0            | 0                    | 0                    | 34       | 1      |
| G. Cavaliere  | 14+1     | 1        | 0            | 0            | 2                    | 0                    | 17       | 1      |
| M. Cericola   | 4+1      | 0        | 5            | 0            | 0                    | 0                    | 10       | 0      |
| L. Cerullo    | 0        | 0        | 1            | 0            | -                    | -                    | 1        | 0      |
| M. Colasanto  | 1        | 0        | 3            | 0            | -                    | -                    | 4        | 0      |
| L. Donati     | 0        | 0        | 0            | 0            | 2                    | 0                    | 2        | 0      |
| S. Fantozzi   | 1        | 0        | 0            | 0            | 1                    | 1                    | 2        | 1      |
| F. Fiocchi    | 0        | 0        | 0            | 0            | 1                    | 0                    | 1        | 0      |
| Gasparoni     | 0        | 0        | 0            | 0            | 1                    | 0                    | 1        | 0      |
| F. Igliozzi   | 0        | 0        | 0            | 0            | 1                    | 0                    | 1        | 0      |
| R. Mandressi  | 30+1     | 4        | 1            | 0            | 0                    | 0                    | 32       | 4      |
| E. Migliaccio | 33+1     | 1        | 4            | 1            | 1                    | 0                    | 39       | 2      |
| O. Mitri      | 24+1     | 5+1      | 5            | 2            | 2                    | 2                    | 32       | 10     |
| M. Moretti    | 7        | 0        | 0            | 0            | 0                    | 0                    | 7        | 0      |
| D. Moro       | 33+1     | 4        | 3            | 2            | 0                    | 0                    | 37       | 6      |
| R. Mucci      | 5        | 0        | 3            | 0            | 2                    | 0                    | 10       | 0      |
| M. Noviello   | 27       | 2        | 4            | 0            | 0                    | 0                    | 31       | 2      |
| V. Nunziata   | 34+1     | -24+-4   | 5            | -9           | 0                    | 0                    | 40       | -37    |
| F. Paolazzi   | 0        | 0        | 2            | 0            | 1                    | 0                    | 3        | 0      |
| C. Parlato    | 0        | 0        | 5            | 0            | -                    | -                    | 5        | 0      |
| S. Pellegrini | 15+1     | 0        | -            | -            | 0                    | 0                    | 16       | 0      |
| M. Plescia    | 0        | 0        | 1            | 0            | 0                    | 0                    | 1        | 0      |
| M. Rosa       | 31+1     | 0        | 1            | 0            | 0                    | 0                    | 33       | 0      |
| U. Sarracino  | 29+1     | 0        | 5            | 0            | 2                    | 0                    | 37       | 0      |
| M. Scardovi   | 6        | 0        | 0            | 0            | -                    | -                    | 6        | 0      |
| C. Scotti     | 21       | 0        | 0            | 0            | 1                    | 0                    | 22       | 0      |
| Serafini      | 0        | 0        | 0            | 0            | 2                    | 0                    | 2        | 0      |
| A. Serra      | 32+1     | 1        | 0            | 0            | 0                    | 0                    | 33       | 1      |
| L. Sommella   | 20       | 0        | 5            | 0            | 2                    | 0                    | 27       | 0      |
| O. Tavolieri  | 14       | 0        | 5            | 1            | 0                    | 0                    | 19       | 1      |